# Nuruddin Farah
Nuruddin Farah (Baidoa, 1945) és un escriptor somali interessat en els drets de la dona a la Somàlia postcolonial. Fill d'un mercader i una poetessa, va estudiar filosofia i literatura a la Universitat de Punjab, a l'Índia i després va tornar a Somàlia per exercir de professor a Mogadishu. Escriu i parla en diverses llengües: àrab, amhàric, italià… En 1996, va ser premiat amb el premi Internacional Literari de Neustadt.